# 270 î.Hr.

## Decese
- dată necunoscută: Epicur  (n. 342 î.Hr.)